# Monique Nemni
Monique Nemni (née le 27 mars 1936 en Égypte et morte le 2 novembre 2022 à Naples en Italie) est une linguiste, professeure et essayiste canadienne. Spécialiste de la didactique du français langue seconde, elle enseigne à l'Université York puis à l'Université du Québec à Montréal, où elle dirige les programmes de formation des enseignants pendant plus de vingt ans. Elle codirige la revue Cité libre dans les années 1990 et se fait surtout connaître avec Max Nemni (en), pour avoir coécrit une biographie intellectuelle en plusieurs tomes du premier ministre Pierre Elliott Trudeau, saluée par la critique et primée au Canada.

## Biographie

### Jeunesse et formation
Monique Esther Nemni naît le 27 mars 1936 en Égypte. Elle quitte son pays natal en 1956 avec le politologue Max Nemni, et s'établit au Canada. Poursuivant des études supérieures, elle obtient un doctorat en linguistique dans les années 1970. Elle se spécialise en didactique des langues (enseignement du français langue seconde).

### Carrière académique
Monique Nemni entame sa carrière d'enseignante au Campus Glendon de l'Université York (Toronto). Elle y lance le Programme de langue seconde et en devient la première directrice. Elle enseigne pendant une décennie à l'Université York avant de rejoindre l'Université du Québec à Montréal (UQAM) au début des années 1980. À l'UQAM, elle est professeure en linguistique et didactique des langues et dirige pendant plus de vingt ans les programmes de formation des enseignants en français langue seconde. Au cours de sa carrière, elle publie de nombreux manuels scolaires de français langue seconde et intervient dans diverses revues scientifiques. Enseignante passionnée, elle a couvert tous les niveaux d'éducation, du primaire jusqu'au doctorat.

### Engagement éditorial et intellectuel
Au début des années 1990, Monique Nemni s'implique activement dans le débat d'idées au Québec. De 1995 à 2000, elle codirige, avec son mari Max Nemni, la revue Cité libre. Fondée en 1950 par Pierre Elliott Trudeau et d'autres intellectuels, cette revue s'oppose au conservatisme du gouvernement de Maurice Duplessis et critique l'influence de l'Église catholique dans la société québécoise. Bien que Cité libre n'ait pas initialement pris position en faveur du fédéralisme ou de l'unité canadienne, plusieurs de ses membres, dont Trudeau et Gérard Pelletier, étaient connus pour leurs positions fédéralistes. En reprenant Cité libre, Monique et Max Nemni prolongent le combat intellectuel initié par Trudeau, faisant de la revue l'un des organes d'expression des fédéralistes francophones lors du référendum de 1995 sur la souveraineté du Québec. Leur engagement à la tête de Cité libre les amène à se lier d'amitié avec Pierre Elliot Trudeau, qui les encourage dans leurs projets et leur accorde son soutien pour la rédaction de sa biographie intellectuelle.

### Biographie de Pierre Elliot Trudeau
Après la fin de Cité libre, Monique Nemni entreprend, en collaboration avec Max Nemni, la rédaction d'une biographie intellectuelle en plusieurs volumes de Pierre Elliott Trudeau, 15e premier ministre du Canada. Grâce à l'accès privilégié aux archives personnelles de Trudeau qui leur est accordé, le couple retrace l'évolution de la pensée politique et des convictions de Trudeau au fil de sa jeunesse et de sa vie d'avant la politique élective.
Le premier tome, couvrant la période 1919-1944, paraît en 2006 sous le titre Trudeau, fils du Québec, père du Canada – Les années de jeunesse 1919-1944. Ce volume révèle un aspect méconnu du jeune Trudeau, notamment ses sympathies initiales pour le nationalisme clérico-nationaliste des années 1930, avant son virage vers le libéralisme fédéraliste. L'ouvrage est bien accueilli et remporte le prix Shaughnessy Cohen (en) du meilleur livre politique en 2006.
Le deuxième tome, Trudeau, fils du Québec, père du Canada – La formation d'un homme d'État 1944-1965, paraît en 2011. Il retrace la transformation de Trudeau durant ses années de formation post-universitaires, depuis son passage à l'université Harvard en 1944 jusqu'à son entrée en politique active en 1965. Ce volume est finaliste du prix Shaughnessy Cohen en 2011.
Un troisième tome, intitulé Trudeau as Statesman: 1965–2000, Son of Quebec, Father of Canada, est parue en mars 2025. Ce volume couvre la carrière politique de Pierre Elliott Trudeau, notamment le Livre blanc controversé de 1969 sur la politique autochtone, la crise d'octobre 1970 et le rapatriement de la Constitution du Canada avec la Charte des droits et libertés. Après le décès de Monique Nemni en 2022, Max Nemni a poursuivi le projet avec la collaboration de l'historien David Milne. Ce volume est publié à titre posthume pour les deux auteurs principaux,.
À ce jour, aucune traduction française de cet ouvrage n'est annoncée.

### Vie personnelle
Monique Nemni est l'épouse de Max Nemni (1935-2024) durant près de soixante-dix ans. Le couple a deux filles. Tout au long de sa vie, Max est son principal collaborateur intellectuel : ils ont dirigé ensemble la revue Cité libre et coécrit les ouvrages sur Pierre Elliot Trudeau. Monique Nemni meurt le 2 novembre 2022 d'une crise cardiaque, alors qu'elle est en voyage à Naples en Italie.

## Publications principales
- Trudeau, fils du Québec, père du Canada. Tome 1 : Les années de jeunesse 1919-1944, Montréal, Les Éditions de l'Homme, 2006 (coécrit avec Max Nemni).  (ISBN 9782761921343).
- Trudeau, fils du Québec, père du Canada. Tome 2 : La formation d'un homme d'État 1944-1965, Montréal, Les Éditions de l'Homme, 2011 (coécrit avec Max Nemni).  (ISBN 9782761931922).